# Docteur Jekyll et les femmes
Docteur Jekyll et les femmes és una pel·lícula de terror de 1981 dirigida per Walerian Borowczyk. La pel·lícula és una variació de la novel·la de Robert Louis Stevenson de 1886 L'estrany cas del Dr. Jekyll i Mr. Hyde i protagonitzada per Udo Kier, Marina Pierro, Patrick Magee, Howard Vernon i Gérard Zalcberg.
La pel·lícula, una coproducció entre França i Alemanya Occidental, es va estrenar a França l'any 1981 i va guanyar un premi al millor director de llargmetratge al XIV Festival Internacional de Cinema Fantàstic i de Terror de 1981 per Borowczyk.

## Argument
Fanny Osborne (Marina Pierro) i la seva mare arriben a casa del Dr. Henry Jekyll (Udo Kier) per celebrar el seu compromís. A la festa hi assisteixen nombrosos dignataris, entre ells el general Carew (Patrick Magee) i la seva filla; El doctor Lanyon (Howard Vernon), un amic íntim i mentor d'Henry, que no obstant això està desconcertat per l'aprovació d'Henry de la "ciència transcendental"; Enfield (Eugene Braun Munk), l'advocat d'Henry; i el Reverend (Clément Harari). Després de sopar, la filla d'un convidat és trobada violada i assassinada en un dormitori. En la investigació posterior, el general Carew mata el cotxer dels Osborn, pensant que ell és el culpable. Aleshores algú troba un bastó trencat que abans pertanyia a Henry; s'ha utilitzat per colpejar fins a mort una noia.
Henry informa a Enfield que ha nomenat Edward Hyde com el seu únic hereu si mor inesperadament. Quan Enfield protesta, Henry li assegura que Hyde es farà càrrec de la Fanny i les seves mares. Quan Henry va a veure si pot reviure el cotxer, un home desconegut apareix a la casa dels Jekyll i comença a atacar els convidats. Lliga el general Carew i l'obliga a veure com viola la filla estimada del general, després decapita un altre hoste quan intenta intervenir abans d'atrapar un jove hoste a l'àtic i violar-lo.
Henry torna i manifesta vergonya i horror perquè els seus convidats hagin estat agredits i assassinats. S'atrinxera al seu laboratori, sense saber que la Fanny també s'hi ha amagat. Observa com Henry s'enfonsa en un bany de substàncies químiques desconegudes i es transforma en el seu alter ego: Edward Hyde (Gérard Zalcberg). Fanny segueix a Hyde per la casa mentre brutalitza els altres convidats, inclòs obligant a la Sra. Jekyll a tocar el piano fins que els seus dits estiguin adormits i matant els Carew amb fletxes. En veure la Fanny, Hyde li diu que vol veure-la morir i després la fereix amb una fletxa. Però abans que pugui matar-la o la Sra. Jekyll, Hyde és interromput pel cordó amb una pistola. Porta a Lanyard al laboratori d'Henry on li reprodueix una gravació en la qual Henry li suplica que li doni a Hyde una dosi d'una substància química. Lanyard compleix i mira horroritzat com Hyde es transforma en Henry. Lanyard mor d'un atac de cor.
Henry porta la ferida Fanny al seu laboratori. Explica que no és un hipòcrita: el seu personatge Jekyll és completament sincer en la seva generositat i humanitat, i Hyde és completament sincer en el seu odi i la seva negativa a conformar-se amb les expectatives socials. Aparentment addicte a la llibertat d'Hyde, Henry prepara un altre bany. Però abans que pugui entrar, la Fanny es submergeix. Ella emergeix físicament no transformada però posseïdora del mateix menyspreu per la moral. A continuació, empeny Henry i ell es transforma en Hyde.
Junts, maten la resta dels convidats i criats i destrueixen la casa, incloses les notes d'Henry i els llibres sobre ciència transcendental. Aleshores escapen en un carruatge, mantenint relacions sexuals violentes fins que tornen a transformar-se en Fanny i Henry.

## Repartiment
- Udo Kier com el Dr. Henry Jekyll
- Marina Pierro com Fanny Osbourne
- Patrick Magee com el general Carew
- Gérard Zalcberg com el Sr. Edward Hyde
- Howard Vernon com el Dr. Lanyon
- Clément Harari com a Reverend Convidat
- Jean Mylonas com el Sr. Utterson
- Eugene Braun Munk com el Sr. Enfield

## Alliberament
Borowczyk volia anomenar la seva pel·lícula Le cas étrange de Dr.Jekyll et Miss Osbourne però els seus distribuïdors UGC van insistir que s'estrenés amb el títol de Docteur Jekyll et les femmes. La pel·lícula es va estrenar a França el 17 de juny de 1981. Docteur Jekyll et les femmes mai es va estrenar comercialment als Estats Units, i a Gran Bretanya, es va projectar a un cinema durant una setmana.
La pel·lícula es va estrenar a les sales de cinema al Regne Unit sota el títol The Blood of Dr. Jekyll i més tard en vídeo com a Bloodlust. Es va presentar al XIV Festival Internacional de Cinema Fantàstic i de Terror sota el títol de Docteur Jekyll et Miss Osborne. Arrow Films va estrenar la pel·lícula tant als EUA. i el Regne Unit el 21 d'abril de 2015 en Blu-ray i DVD. va ser el primer llançament comercial legítim de la pel·lícula en qualsevol mitjà als EUA. i el primer al Regne Unit des de l'era del VHS. Arrow també va restaurar el títol preferit de Borowczyk The Strange Case of Dr Jekyll and Miss Osbourne.

## Premis
La pel·lícula va atorgar a Walerian Borowczyk el premi al millor director de llargmetratge al XIV Festival Internacional de Cinema Fantàstic i de Terror de 1981.